# Ashburn (Chicago)
Pour les articles homonymes, voir Ashburn.

Situation de Ashburn dans la ville de Chicago

Ashburn est l'un des 77 secteurs communautaires de la ville de Chicago aux États-Unis.